# Limone Piemonte
Limone Piemonte é uma comuna italiana da região do Piemonte, província de Cuneo, com cerca de 1.545 habitantes. Estende-se por uma área de 71 km², tendo uma densidade populacional de 22 hab/km². Faz fronteira com Boves, Briga Alta, Chiusa di Pesio, Entracque, La Brigue (FR - 06), Peveragno, Tende (FR-06), Vernante.

## Demografia
| Variação demográfica do município entre 1861 e 2011                               |
|                                                                                   |
| Fonte: Istituto Nazionale di Statistica (ISTAT) - Elaboração gráfica da Wikipedia |